# Luther the Geek
Luther the Geek ist ein US-amerikanischer Low-Budget-Horrorfilm aus dem Jahr 1990, der unter der Regie von Carlton J. Albright für Troma Entertainment entstand.

## Handlung
In der Kleinstadt Raral im US-Bundesstaat Illinois gastiert 1938 ein Jahrmarkt, der neben allerlei Kuriositäten auch einen sonderbaren Freak namens The Geek im Programm hat. Der heruntergekommene Trinker ist die blutige Attraktion der Truppe. Er beißt vor einem fassungslosen und johlenden Publikum einem lebendigen Huhn den Kopf ab. Völlig fasziniert wird der kleine Luther Watts Augenzeuge jener Tat, bei der er durch Unachtsamkeit begeisterter Zuschauer seine Vorderzähne verliert. Er spürt eine seltsame Verbundenheit mit dem bedauernswerten Freak, zeigt weder Angst noch Ekel und probiert sogar vom Blut des geopferten Tieres, als ihn eine korpulente Frau, unter Androhung von Schlägen, vom Ort des Geschehens wegzerrt.
Jahre später wird der nun als Strafgefangener Nr. 879632 geführte Luther, nach 20-jähriger Freiheitsstrafe für drei begangene Morde, als sogenannter Mustergefangener auf Bewährung entlassen. Trotz Unstimmigkeiten bezüglich seines Gefahrenpotentials, lässt man den bei den Wärtern berüchtigten Luther alias The Geek – der Name rührt von seiner Vorliebe den Opfern in den Nacken zu beißen – frei. Kurz nach seiner Freilassung beginnt der wortkarge Mann, der ständig wie ein Huhn gackert, mit seinem rasiermesserscharfen Gebiss aus Stahl, sich durch das Leben zu beißen; er wird rückfällig. Seinem ersten Opfer lauert er an einer Bushaltestelle auf, flüchtet anschließend vor der Polizei auf den Rücksitz eines Autos, deren Besitzerin ihn völlig ahnungslos vom Tatort in ihr abgelegenes Haus mitnimmt. Dort überwältigt er bald die verwitwete Hilary, fesselt sie an ihr Bett, als deren Tochter Beth plötzlich mit ihrem Freund Rob auftaucht.
Nach der Ankunft der jungen Leute flüchtet Luther mit Robs Motorrad vom Anwesen, wird dabei aber von Rob verfolgt, dem es jedoch nicht gelingt Luther zu stellen – vielmehr wird er selbst dessen Geisel. Der Sonderling verfrachtet Rob zurück zur abgelegenen Ranch, wo er von der weinenden Beth bereits empfangen wird. Die traumatisierte Beth versuchte zuvor erfolglos ihre gefangene und geknebelte Mutter zu befreien. Das Trio wird vom gackernden Luther terrorisiert, der in der Folgezeit Rob und Beth, sowie einen zu Hilfe eilenden Polizisten, tödlich verletzt.
Am nächsten Morgen versucht sich Luther mit Proviant einzudecken, fängt am Ende des Films einige Hühner ein, als er von der wartenden Hilary im Hühnerstall entdeckt und zu seinem Erstaunen mit Hühnerlauten begrüßt wird. Sichtlich bewegt und gerührt vor Glück führt er eine Art Hühnertanz auf, bei deren Darbietung er von Hilary erschossen wird.

## Kritiken
„Sicherlich ist der Film recht günstig produziert worden, bietet aber auch einige Splattereffekte und macht im großen und ganzen Spaß…“

„Alles in allem ist ‚Luther the Geek‘ ein Film auf den man gerne verzichten kann, da er eigentlich nichts besitzt, was einen guten Film ausmacht. Selbst Spannung wird man hier vergeblich suchen und das obwohl die Story ja Anlass genug gibt Spannung einzubauen … Es gibt also wirklich nichts berauschendes und mit ein paar blutigen Szenen kann man selbst so einen Film nicht mehr retten!“